# 大関

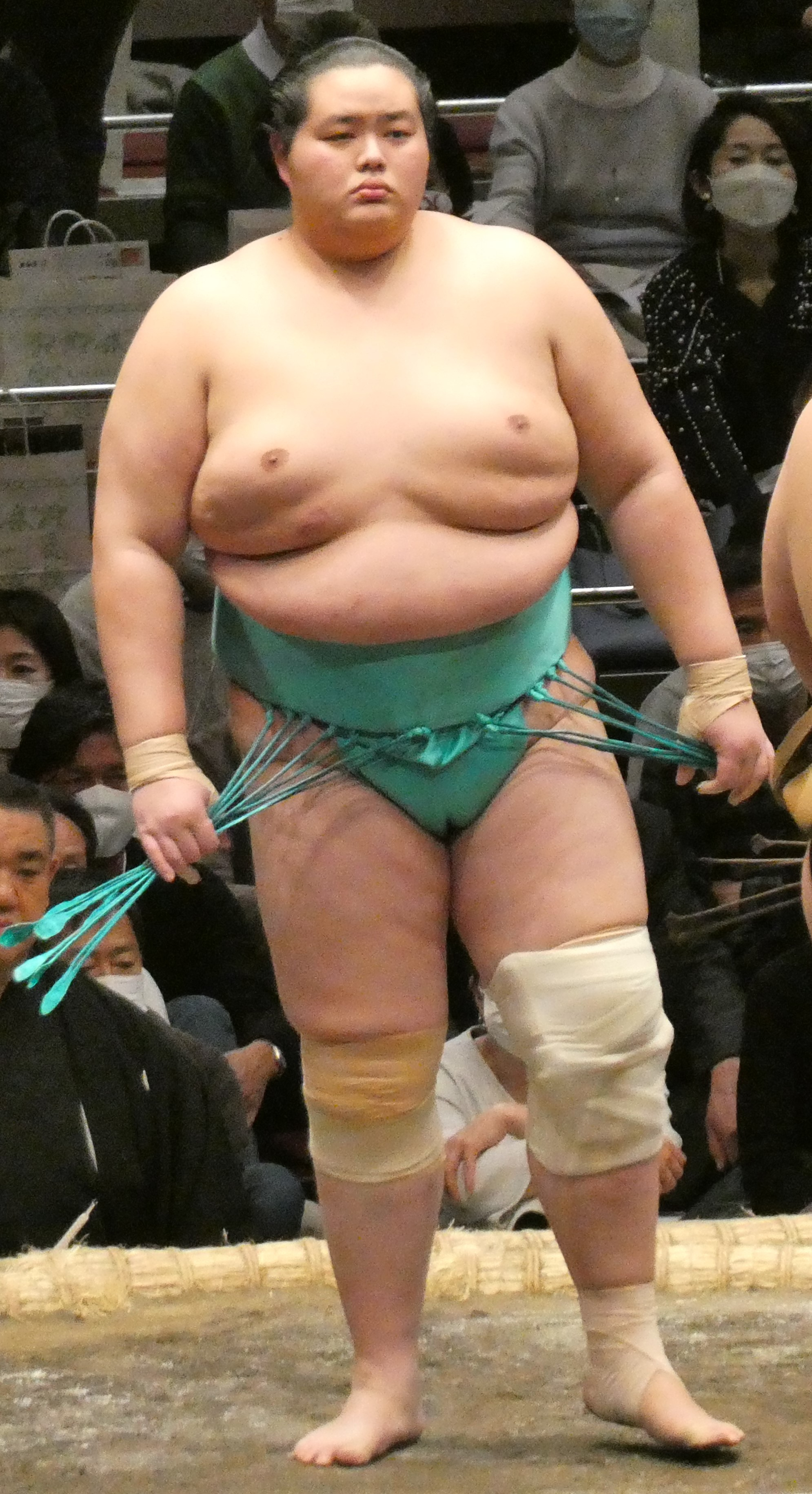
現役大関の琴櫻

大関（おおぜき）とは、大相撲の力士の地位の一つ。横綱の下、関脇の上。三役の最上位。幕内に属する。
江戸時代の大相撲初期からある地位である。「大関取」が語源とされ、明治中期までは力士の最高位であった。本来「三役（力士）」とは「大関・関脇・小結」を指し、大関は三役の最上位であるが、制度上の特権も多く、関脇や小結とは区別して扱われることが多い。

## 特徴
待遇
- 月給は250万円となり[1][2]、関脇の時よりも大幅に増える。
- 新大関に昇進すると、名誉賞として50万円が授与される。ただし大関から陥落した力士が大関に復帰（再昇進）した場合は授与されない。
- 両国国技館の地下駐車場に直接自家用車を乗り入れ、駐車することも可能となる[注釈 1]。
- さらに、海外場所など、協会の公式の移動においては、飛行機はファーストクラス、鉄道（新幹線）ではグリーン席（グランクラスは不可）に座ることができる。
- 化粧廻しの馬簾の色に紫を使えるのも、基本的には大関以上の特権である[注釈 2]。
- 国技館では、原則大関以上の力士がプロデュースした弁当が販売される[注釈 3]。
- 日本国籍を持つ大関力士は、協会が財団法人であった時代には、評議員として役員選挙の投票権をもっていた。横綱・大関の日本国籍をもつ力士の中から、地位・年齢を加味して4名まで選出されていた。この権利は、協会が公益法人となったときに廃止された。

取組
本場所では幕内力士として15日間毎日取組が組まれる。
定員
定められておらず、現役力士中にその地位にふさわしい力士がいるか否かによって増減する。同時在籍人数の最多は6名である。
番付の歴史的には、必ず最低2名（東西1名ずつ）は置かれなければならないものとされる。江戸時代には大関に適した者がいない場合など看板大関といって、ただ大きくて見栄えがするというだけの理由で名前だけの大関にしたケースが多かった。その後、大関の上にさらに地位として付け加えられた横綱と共に、その地位（昇進および陥落）を厳密に管理されるようになった（後述）。
実力者が不在のときは大関が1人以下になるが、その場合は横綱が「横綱大関」と名乗って形式上は大関を兼ねる。横綱も含めて1人以下になった場合は、定説としては関脇以下から補充しなければならないものとされてきた。現在までのところそのような事態は発生していないが、1横綱1大関となっていた2023年3月場所にて大関・貴景勝が3勝3敗で途中休場したため、同年5月場所にてその事態が発生する可能性があった（同場所にて貴景勝が負け越し、かつ昇進の目安を満たす力士が出なかった場合、あるいは横綱・照ノ富士が引退した場合が該当）。なお現理事長の八角は、大関空位時の関脇以下からの補充に関しては否定的な見解を示しているため、今後は状況次第では横綱と大関の合計人数が1人または不在になることもありうるという可能性も示唆される。
引退後
年寄名跡を持たなくても現役引退後3年間は現役時の四股名のままで年寄（委員待遇）として協会に残ることができる。また師匠の了承があれば、引退後1年以上の経過をもって部屋を新設することもできる（これについては引退時に大関から陥落していた場合であってもこの権利は維持される）。
その他
大関としての責任を果たしたとの印象を与える成績としては、一般的には10勝以上（2桁勝利）が目安とされるが、実際にはこのほか相撲内容やその他の状況で一概には言えない面もある。実際には大関として9勝6敗や8勝7敗の成績も決して珍しいことではなく、この成績でも勝ち越しに変わりはないため大関からの陥落に繋がることはなく、特に角番の状態での8勝目は翌場所の大関陥落を免れる形となり、「角番脱出」と呼ばれるが、9勝6敗や8勝7敗のような成績が続く大関は、俗に「クンロク」「ハチナナ」と呼ばれ、大関の地位は長期間維持するがいつまでたっても横綱にはなれないという意味もあり、あまり名誉なこととはされていない。横綱ほど風当たりは強くないにせよ、頻繁に負け越しや休場で角番になっては9勝6敗や8勝7敗で辛うじて角番を脱出することを繰り返すような大関はなおさら批判に晒されがちである。

## 大関への昇進
番付編成を所管する審判部が、ある力士を大関に昇進させたいと判断した場合、審判部長が日本相撲協会理事長に当該力士の大関昇進の可否を審議する臨時理事会の開催を要請し、理事会での審議の結果、当該力士の大関昇進が決定すると、協会から使者が当該力士のもとへ派遣され、昇進伝達式が行われる。当該力士は、翌場所の番付発表を待たずに、この時から大関として扱われる。よって昇進伝達式の後、翌場所の番付発表までは、大関ではあっても同じ大関の中での順位（東か西か、あるいは正位か2枚目以降（以前の張出）か）がまだ発表されていない状態となる（ただし近年のケースでは、翌場所の番付では新大関は角番大関の有無に関わらず原則同じ大関の中で最下位となる）。大関の推挙は、理事会の賛成を経て満場一致でなければならないとされ、理事会で異議があったとしても昇進者は慣例的に「満場一致で賛成」された扱いとなる。現行制度下では理事会において大関昇進が否決された例はなく、審判部長が臨時理事会の開催を要請した時点でマスコミ報道においては大関昇進が内定していると扱われている。
なお、関脇が大関の地位を狙うことを「大関取り」と呼ぶ。協会内では「昇進の機運」という表現が用いられる。場所前から「大関取り」の話題が持ち上がることもあれば、場所前は「大関取り」と見られていなかった力士が好成績のため場所途中から「昇進の機運」が急浮上する事例も見られる。

### 昇進の目安
大関昇進については横綱昇進における横綱審議委員会の内規のような明文化された基準は特になく、マスコミが推測するおおよその目安も時代により変化している。もっとも、「番付は生き物」の語が示すように、協会は一貫して協会が目安を持っていること自体を否定して、勝星数だけでなく相撲内容や印象、優勝やそれに準ずる成績の有無、直前場所の成績、それぞれの場所での番付（関脇・小結・前頭の別）や10勝以上に乗せているか否かの別、番付編成上のバランス等も含めて総合的に判断される。そのため、勝星数で過去の例を下回りながら大関に昇進した力士、勝星数で目安を満たしながら大関に昇進できなかった力士が少なからず存在する。なお、これまで3場所連続全勝による「直前3場所合計45勝」で大関に昇進した者は存在しない。

#### 年6場所制施行〜昭和50年代半ば
昭和期においては「3場所連続で三役（関脇・小結）の地位にあって、その通算の勝ち星が30勝以上」が大関昇進への目安とされてきた。
1972年（昭和47年）3月場所を終えた長谷川の直前3場所は、全て関脇で8勝-10勝-12勝（優勝）の合計30勝を挙げ、目安を満たしかつ直前場所で優勝したが、この場所12日目の大関同士の一番（琴櫻-前の山戦）が相撲競技監察委員会から初の無気力相撲の警告を受けたことから場所終盤の話題はそちらに集中し、長谷川の大関昇進の機運は全く盛り上がらなかった。次の5月場所も長谷川は直前3場所を10勝-12勝（優勝）-8勝の計30勝だったが再度見送られ、その後の長谷川は好成績を挙げられず、結局大関昇進は果たせなかった。

#### 昭和50年代半ば〜平成初期
長谷川の例以降は、大関の資質や目安が昇進の問題にされる事例はしばらくなく、このころは、「30勝以上」からのちの「33勝以上」へと目安が変化する過渡期であるといえる。
この時期に33勝に満たずに昇進を果たした例として、1980年（昭和55年）1月場所を終えた増位山（太）は直前3場所を8勝-11勝-12勝（次点）の計31勝であったが、この前場所から大関が貴ノ花1人だけという「異常事態」であったことから、高砂審判部長（元横綱朝潮）は「今場所の十二勝の成績や大関が現在一人である点を考慮する」と述べ、大関昇進が認められた。1981年（昭和56年）9月場所を終えた琴風は直前3場所を9勝-10勝-12勝（優勝）の計31勝であるが、この場所は大関不在という「珍番付」であり、優勝を決めた14日目の時点で「待ったなしで大関」とされた。1985年（昭和60年）7月場所を終えた大乃国は、直前3場所を9勝-10勝-12勝（次点）の合計31勝であったが、鏡山審判部長（元横綱柏戸）は「六場所連続で関脇を守ったことを評価したい」「対横綱、大関の通算成績が五分五分（三十七勝三十八敗）というのは大変なものだ。」と述べ、内容が評価されて大関昇進を果たしている。
平成初期の特殊な例として、琴錦（現・朝日山親方）は1991年（平成3年）9月場所は前頭5枚目で13勝2敗で優勝、小結に戻った11月場所も終盤まで2敗で優勝を争い、二子山理事長（元横綱初代若乃花）は「二場所連続優勝なら、大関昇進を考える余地がある」と発言した。当時は横綱の休場、引退が相次ぎ、世代交代の時期に入っていたことが背景にある。結果、琴錦は千秋楽に破れて12勝3敗、優勝を逃して昇進はできなかった。なお琴錦はその前の1991年（平成3年）1月場所を終え、直前3場所を9勝（小結）-10勝-11勝（2場所関脇）の計30勝とし、旧目安ならば満たしている。
1995年（平成7年）1月場所から1997年（平成9年）1月場所まで、魁皇（現・浅香山親方）は当時歴代最長となる関脇の地位を、13場所連続で保持していた。だが、最高でも3場所合計30勝に留まっており、大関昇進の機会を何度も逃していた。しかし、7度目の大関挑戦だった2000年7月場所において、三役で8勝-14勝（優勝）-11勝の合計33勝を挙げ、当場所後ついに魁皇は念願の新大関と成った。

#### 平成中期以降〜末期
平成中期以降においては、大関昇進の目安は「3場所連続で三役（関脇・小結）の地位にあって、その通算の勝ち星が33勝以上」で定着している。
2011年（平成23年）11月場所を終えた稀勢の里の直前3場所の成績は、10勝-12勝-10勝で合計32勝であったが、日本人力士が不調（大関以上は前場所昇進の琴奨菊のみ）、直前6場所を全て勝ち越し10勝以上が5場所という安定した成績、横綱・白鵬との幕内対戦が直近6場所で3勝3敗と互角の成績を挙げた事などが加味された。
また、2015年（平成27年）5月場所を終えた照ノ富士は、直前3場所が前頭2枚目で8勝（平幕）-13勝-12勝（優勝）の合計33勝だったが、直前場所での幕内初優勝を果たした事に加えて、前場所で13勝を挙げている事が大関に相応しいと判断され、新大関となった。なお大関昇進の3場所前が平幕の地位だったのは、1985年（昭和60年）11月場所後の北尾（のち横綱・双羽黒。前頭筆頭で12勝3敗）以来29年ぶりだが、3場所前が平幕で1桁勝ち星となると、1983年（昭和58年）3月場所後の朝潮（4代）（前頭筆頭で9勝6敗）以来の32年前までさかのぼる。

#### 令和以降
令和時代以降も、大関昇進の目安は「3場所連続で三役（関脇・小結）の地位にあって、その通算の勝ち星が33勝以上」で定着している。しかし令和5年秋場所では佐渡ケ嶽審判部長は「33勝にこだわらず、内容をしっかり見る」との見解を示した。
2022年（令和4年）1月場所を終えた御嶽海は直前3場所を9勝-11勝-13勝（優勝）の計33勝で目安は満たすも、3場所前が9勝止まり、三役での連続二桁勝利もこれが初めてでまだ三役としての真価が問われていた段階で、そもそも場所前に昇進ムードが無かったが、大関陣の成績不振や直前での優勝が評価され昇進に向けた理事会の開催が決定され、大関昇進が決まった。
2024年（令和6年）5月場所を終えた大の里は直前2場所を11勝（平幕）-12勝（優勝）と3月場所は平幕だが、活躍を鑑みて翌7月場所が大関取りになる可能性も取り沙汰された。ただし、高田川審判部長（元関脇・安芸乃島）は、大関取りの起点は三役でないといけないという理由から、7月場所での大関取りには言及しなかった。しかし、その7月場所は9勝止まりとなり大関昇進の話はなくなった。夏巡業中には「9月場所で12勝以上を挙げれば大関昇進目安『三役で直近3場所33勝』に届く」と大関取りの可能性について言及され、その9月場所では13勝（優勝）をあげ、直前3場所を12勝（優勝）-9勝-13勝（優勝）で合計34勝をあげ大関昇進の臨時理事会の開催が決まり、大関昇進が決まった。
しかし相撲記者の長山聡からは「『強い大関を作るため』という常套句のために『三役で3場所33勝』という基準が、昇進前と昇進後の成績と相関関係がある訳でもないのに絶対視されている」という指摘もある。これは、栃ノ心、御嶽海、2代霧島といった短命大関(2024年11月場所時点)が目立ったことによる批判でもある。長山はまた「大関が番付に不可欠な存在なら昭和時代のように柔軟に昇進基準を対応すべきでは?」という意見も示しているが、前述の通り協会の公式見解によって大関以上が1人以下となった際の補充の可能性は否定されている。

### 大関昇進直前3場所成績（平成時代以降）
- 関：関脇、小：小結、前：前頭
- 四股名は、それぞれ大関昇進時に名乗っていた当時のもの。

| 昇進場所                   | 四股名              | 3場所前       | 2場所前      | 直前場所     | 3場所合計 |
| -------------------------- | ------------------- | ------------- | ------------ | ------------ | --------- |
| 1990年（平成2年）5月場所   | 霧島一博            | 小・10勝5敗   | 小・11勝4敗△ | 関・13勝2敗○ | 34勝11敗  |
| 1992年（平成4年）7月場所   | 曙太郎☆             | 小・13勝2敗△  | 関・8勝7敗   | 関・13勝2敗◎ | 34勝11敗  |
| 1993年（平成5年）3月場所   | 貴花田光司☆         | 小・14勝1敗◎  | 関・10勝5敗  | 関・11勝4敗  | 35勝10敗  |
| 1993年（平成5年）9月場所   | 若ノ花勝☆           | 小・14勝1敗◎  | 関・10勝5敗  | 関・13勝2敗◯ | 37勝8敗   |
| 1994年（平成6年）3月場所   | 貴ノ浪貞博          | 関・10勝5敗   | 関・12勝3敗  | 関・13勝2敗△ | 35勝10敗  |
| 1994年（平成6年）3月場所   | 武蔵丸光洋☆         | 関・8勝7敗    | 関・13勝2敗◯ | 関・12勝3敗  | 33勝12敗  |
| 1999年（平成11年）3月場所  | 千代大海龍二※       | 関・9勝6敗    | 関・10勝5敗  | 関・13勝2敗◎ | 32勝13敗  |
| 1999年（平成11年）9月場所  | 出島武春            | 小・9勝6敗    | 関・11勝4敗  | 関・13勝2敗◎ | 33勝12敗  |
| 2000年（平成12年）5月場所  | 武双山正士          | 小・10勝5敗   | 関・13勝2敗◎ | 関・12勝3敗△ | 35勝10敗  |
| 2000年（平成12年）7月場所  | 雅山哲士            | 小・12勝3敗△  | 関・11勝4敗  | 関・11勝4敗  | 34勝11敗  |
| 2000年（平成12年）9月場所  | 魁皇博之            | 小・8勝7敗    | 小・14勝1敗◎ | 関・11勝4敗  | 33勝12敗  |
| 2002年（平成14年）1月場所  | 栃東大裕            | 関・10勝5敗   | 関・12勝3敗△ | 関・12勝3敗△ | 34勝11敗  |
| 2002年（平成14年）9月場所  | 朝青龍明徳☆         | 関・11勝4敗   | 関・11勝4敗△ | 関・12勝3敗△ | 34勝11敗  |
| 2006年（平成18年）1月場所  | 琴欧州勝紀          | 小・12勝3敗△  | 関・13勝2敗◯ | 関・11勝4敗△ | 36勝9敗   |
| 2006年（平成18年）5月場所  | 白鵬翔☆             | 小・9勝6敗    | 関・13勝2敗△ | 関・13勝2敗◯ | 35勝10敗  |
| 2007年（平成19年）9月場所  | 琴光喜啓司          | 関・10勝5敗   | 関・12勝3敗△ | 関・13勝2敗△ | 35勝10敗  |
| 2009年（平成21年）1月場所  | 安馬公平☆           | 関・10勝5敗   | 関・12勝3敗△ | 関・13勝2敗◯ | 35勝10敗  |
| 2010年（平成22年）5月場所  | 把瑠都凱斗          | 関・9勝6敗    | 関・12勝3敗△ | 関・14勝1敗△ | 35勝10敗  |
| 2011年（平成23年）11月場所 | 琴奨菊和弘          | 関・10勝5敗   | 関・11勝4敗  | 関・12勝3敗△ | 33勝12敗  |
| 2012年（平成24年）1月場所  | 稀勢の里寛☆※        | 関・10勝5敗   | 関・12勝3敗△ | 関・10勝5敗  | 32勝13敗  |
| 2012年（平成24年）5月場所  | 鶴竜力三郎 ☆        | 関・10勝5敗   | 関・10勝5敗  | 関・13勝2敗◯ | 33勝12敗  |
| 2014年（平成26年）9月場所  | 豪栄道豪太郎※       | 関・12勝3敗△  | 関・8勝7敗   | 関・12勝3敗△ | 32勝13敗  |
| 2015年（平成27年）7月場所  | 照ノ富士春雄☆※      | 前2・8勝7敗   | 関・13勝2敗△ | 関・12勝3敗◎ | 33勝12敗  |
| 2017年（平成29年）7月場所  | 髙安晃              | 小・11勝4敗   | 関・12勝3敗  | 関・11勝4敗  | 34勝11敗  |
| 2018年（平成30年）7月場所  | 栃ノ心剛史※         | 前3・14勝1敗◎ | 関・10勝5敗  | 関・13勝2敗△ | 37勝8敗   |
| 2019年（令和元年）5月場所  | 貴景勝光信          | 小・13勝2敗◎  | 関・11勝4敗△ | 関・10勝5敗  | 34勝11敗  |
| 2020年（令和2年）5月場所   | 朝乃山英樹※         | 小・11勝4敗△  | 関・10勝5敗  | 関・11勝4敗  | 32勝13敗  |
| 2020年（令和2年）11月場所  | 正代直也※           | 関・8勝7敗    | 関・11勝4敗  | 関・13勝2敗◎ | 32勝13敗  |
| 2021年（令和3年）5月場所   | 照ノ富士春雄（再）☆ | 小・13勝2敗◯  | 関・11勝4敗△ | 関・12勝3敗◎ | 36勝9敗   |
| 2022年（令和4年）3月場所   | 御嶽海久司          | 関・9勝6敗    | 関・11勝4敗  | 関・13勝2敗◎ | 33勝12敗  |
| 2023年（令和5年）7月場所   | 霧馬山鐵雄          | 小・11勝4敗△  | 関・12勝3敗◎ | 関・11勝4敗  | 34勝11敗  |
| 2023年（令和5年）9月場所   | 豊昇龍智勝☆         | 関・10勝5敗   | 関・11勝4敗  | 関・12勝3敗◎ | 33勝12敗  |
| 2024年（令和6年）3月場所   | 琴ノ若傑太          | 関・9勝6敗    | 関・11勝4敗△ | 関・13勝2敗◯ | 33勝12敗  |
| 2024年（令和6年）11月場所  | 大の里泰輝☆         | 小・12勝3敗◎  | 関・9勝6敗   | 関・13勝2敗◎ | 34勝11敗  |

☆はのちに横綱。◎は優勝、◯は優勝同点、△は優勝次点（タイ記録も含む）、※は三役の地位で3場所通算33勝未満または直前3場所前が平幕上位で昇進した力士。
- 貴花田は大関昇進時に「貴ノ花」へ改名。昇進後11場所目の1994年11月場所に「貴乃花」へ改名。
- 若ノ花は大関昇進3場所前まで「若花田」（2場所前に改名）。昇進後8場所目の1994年11月場所に「若乃花」へ改名。
- 貴ノ浪・武双山・栃東・栃ノ心・貴景勝は初めて大関に昇進した時の成績。
- 琴欧州は大関昇進後6場所目の2006年11月場所に「琴欧洲」へ改名。
- 安馬は大関昇進時に「日馬富士」へ改名。
- 霧馬山は大関昇進時に「霧島」へ改名。
- 琴ノ若は大関昇進後2場所目の2024年5月場所に「琴櫻」へ改名。
- 平成以降、直前3場所通算33勝に届かずに大関昇進を果たした者の中で、後に横綱昇進も果たしたのは稀勢の里のみ。
- 2025年（令和7年）1月場所現在、太字は大関以上の地位で、斜字は関脇以下の地位でそれぞれ現役中。
- 結果的に大関昇進は果たせなかったものの、琴錦功宗は1991年9月場所で平幕優勝（13勝2敗）を達成し、小結に返り咲いた翌11月場所で連覇を達成すれば関脇を飛び越して大関への昇進が検討されることになっていた（結果的には12勝3敗と好成績を挙げたものの、連覇を達成出来ず、昇進は果たせなかった）。これに近い例が2015年7月場所で1回目の大関昇進を果たした照ノ富士で、3場所前こそ平幕の地位で8勝7敗だったが、その後2場所をともに関脇の地位で準優勝（13勝2敗）、優勝（12勝3敗）と連続優勝に準じた成績を上げ、この2場所の成績をもって大関に昇進した（前述の琴錦と違い2場所とも三役の地位だった）。これらの例のようにその時々の理事長ら協会幹部の意向にもよるが、制度的には「3場所とも三役で通算33勝」という通常の基準以外でも「連覇達成で大関に昇進」など、昇進にあたっては例外的な条件が検討されることもある（他に2018年7月場所で大関昇進を果たした栃ノ心は3場所前は平幕の地位だったものの3場所通算37勝と基準を大きく上回る成績を上げている）。

## 陥落・大関特例復帰
江戸時代には大関に在位した力士が翌場所に平幕以下に陥落した例も存在したが、当時は現在とは全く違う基準で番付を作成していたため参考にはしにくい。看板大関の制度が存在した時代の番付は必ずしも実力本位のものではなく、また看板大関がそもそも一時的な大関といった扱いのため、実力が大関相応とされる力士が現れた際には地位を明け渡すことが前提であった。看板大関廃止後は実力本位で番付を作成するようになったが、それ以降にも明治時代までは大関に在位した力士が翌場所に平幕へ陥落した例が存在する（最も新しい例は1900年（明治33年）5月場所の鳳凰馬五郎）。明治時代もまだ番付編成は現在と大きく異なっており、一ノ矢藤太郎や大碇紋太郎のように勝ち越していながら降格となった者も存在した。その後も大正時代までは1場所で大関から即陥落も制度上存在し、実際に1場所で降格となった力士も存在する。大関陥落については江戸時代以来長らく明確な基準が無く、特に地位を保証されてはいなかったため、関脇以下の力士との兼ね合いでは大関の勝ち越し降格も当時の感覚では不自然なことではなかった。
1927年（昭和2年）の東京相撲と大坂相撲の合併以来の諸制度の確定の中で大関の地位が確立し、「2場所連続負け越しで陥落」の基準が定着した（ただし、1929年〈昭和4年〉から1932年〈昭和7年〉までの2場所通算成績などで番付を編成していた時代には、必ずしもこの限りではない）。なお、戦前までは大関からの陥落は必ず関脇になるとは限らず、小結まで落とされた例も存在する。また昭和以降大関の力士で陥落したのちに、大関へ復帰を果たしたのは、汐ノ海が最初のケースとなった。
1958年（昭和33年）に、年間6場所制度が実施された時には、2場所では厳しすぎるとして、3場所連続の負け越しで関脇に陥落と改定された。ちなみにこの規定の下で大関から関脇に陥落した力士は松登と若羽黒の2名のみであった。ところが、今度は甘すぎるとする批判が相次ぎ、1969年（昭和44年）7月場所より現行の「2場所連続負け越しで関脇に陥落、直後の場所で（取組日数による現行の規定で）10勝以上を挙げた場合は特例で復帰できる」とする規定が定着した。この現行規定の下で大関特例復帰を果たした力士は、三重ノ海・貴ノ浪・武双山・栃東（2回）・栃ノ心・貴景勝の6人・7例ある。この特例によって大関に復帰した場合は、昇進伝達式は行われない。なお、翌場所の関脇陥落が確定している力士も、翌場所の番付発表の前日までは大関としての待遇を受けられる。
前場所に大関の地位で負け越し、当場所も負け越すと関脇へ陥落する状況の力士は「角番（大関）」と呼ばれている。
基本は2場所連続の負け越しで大関陥落だが、2022年（令和4年）7月場所の御嶽海は、角番大関の状態で2勝5敗8休と成績だけを見ると通常なら関脇に陥落する状況であったが、新型コロナウイルス感染による休場のため、番付編成会議で新型コロナウイルス感染による休場の時点で勝ち越し・負け越しが決まっていなかった力士は番付が据え置きとなったため、9月場所は関脇に陥落せず角番大関の状態を継続して迎えることになった。
また、魁傑と照ノ富士は大関陥落後、この特例によらずに好成績を重ね、通常の昇進基準によって大関復帰を果たした。この両者に対しては大関復帰時にも再度の昇進伝達式が執り行われたが、両名とも新大関時のように決意表明は述べず「謹んでお受けいたします」とのみ述べた。
尚、平成末期～令和初期には、2017年に琴奨菊と照ノ富士、2019年は栃ノ心（2度）と貴景勝、2020年は髙安、さらに2021年には朝乃山、2022年には御嶽海と正代が関脇へ陥落し、翌場所に大関特例復帰のチャンスを懸けている（但し朝乃山は出場停止のため大関特例復帰できず、平幕へと陥落）。特に、2019年9月場所から2020年1月場所まで3場所連続で貴景勝、栃ノ心、髙安と陥落者が続出した。現役引退した豪栄道も引退場所で関脇陥落が決定していたため、それも含めると4場所連続の関脇への陥落者が出たことになる。ちなみにこの3場所の間原則2名とされている関脇の定員のうち1枠を陥落者が占め続けた結果、小結の地位で8→9→9勝と連続して勝ち越した阿炎が続けて小結に留め置かれるという不運が発生している。
かつては、関脇以下へ陥落した元大関が現役を続行する場合、十両への陥落確定を機に引退することが慣例とされ、古くは十両陥落が懸かる場所は「幕内角番」と表現され、そもそも大関在位中に引退するケースが大半だった。花田虎上は2021年9月場所中の自身のコラムで「私のかど番の時は、負け越して陥落したら引退させられた時代でした」と語っていた。元大関が十両に下がるケースは、大受のケースが永らく唯一のケースだったが、2010年代以降、元大関の十両以下への陥落が多く見られるようになり、雅山・把瑠都・照ノ富士・琴奨菊・朝乃山・栃ノ心の6名が十両に在位した。2020年代に入ると照ノ富士や朝乃山のように十両からさらに序二段・三段目へと陥落しながら現役を続行するケースも出てきた。栃ノ心が2023年1月場所で途中休場し十両陥落が確実となった際は引退の可能性に言及されることすらなく、3月場所では当然のごとく十両の土俵に上がった。同場所では再十両の1月場所で14勝を挙げ優勝しながら幕内復帰を見送られた朝乃山と合わせて史上初めて複数の大関経験者が十両に在位し、両者による元大関同士の対戦も実現した。元大関の十両陥落＝引退という慣例は事実上消滅したとも言える。

#### 陥落後の最低位十両（最高位大関）
| 四股名     | 陥落前の最高位 | 十両陥落場所 | 陥落時の最低地位 | 復帰後の最高地位 | 最高地位の場所 | 備考                                                                       |
| ---------- | -------------- | ------------ | ---------------- | ---------------- | -------------- | -------------------------------------------------------------------------- |
| 大受久晃   | 東大関         | 1977年5月    | 西十両筆頭       | -                | -              | 陥落場所初日から3連敗を喫して途中休場、9日目限りで引退、年寄・楯山を襲名。 |
| 雅山哲士   | 西大関         | 2010年9月    | 東十両2枚目      | 東小結           | 2012年1月      | 大相撲野球賭博問題により、2010年7月場所を謹慎休場。                        |
| 雅山哲士   | 西大関         | 2013年3月    | 東十両9枚目      | -                | -              | 陥落場所千秋楽限りで引退、年寄・二子山を襲名。                             |
| 把瑠都凱斗 | 東大関         | 2013年9月    | 東十両3枚目      | -                | -              | 陥落場所前（番付発表後）に引退。出場せず。                                 |
| 琴奨菊和弘 | 東大関         | 2020年11月   | 西十両3枚目      | -                | -              | 陥落場所6日目まで1勝5敗で途中休場、8日目に引退、年寄・秀ノ山を襲名。       |
| 栃ノ心剛史 | 東大関2        | 2023年3月    | 東十両5枚目      | -                | -              | 最低地位場所5日目まで5連敗、6日目に引退。                                  |
| 御嶽海久司 | 東大関         | 2025年5月    | 東十両筆頭       | 西前頭16枚目     | 2025年7月      | 現役                                                                       |

#### 陥落後の最低位幕下（最高位大関）
該当力士なし

#### 陥落後の最低位三段目（最高位大関）
| 四股名     | 陥落前の最高位 | 三段目陥落場所 | 陥落時の最低地位 | 復帰後の最高地位 | 最高地位の場所 | 備考                                                                                             |
| ---------- | -------------- | -------------- | ---------------- | ---------------- | -------------- | ------------------------------------------------------------------------------------------------ |
| 朝乃山広暉 | 東大関         | 2022年7月      | 西三段目22枚目   | 東小結           | 2024年5月      | 現役。新型コロナウイルス対応ガイドライン違反により、2021年7月場所から2022年5月場所まで出場停止。 |
| 朝乃山広暉 | 東大関         | 2025年3月      | 西三段目21枚目   | 西幕下筆頭       | 2025年7月      | 現役                                                                                             |

#### 陥落後の最低位序二段（最高位大関）
| 四股名       | 陥落前の最高位 | 序二段陥落場所 | 陥落時の最低地位 | 復帰後の最高地位 | 最高地位の場所                | 備考                                 |
| ------------ | -------------- | -------------- | ---------------- | ---------------- | ----------------------------- | ------------------------------------ |
| 照ノ富士春雄 | 東大関         | 2019年3月      | 西序二段48枚目   | 第73代横綱       | 2021年9月-2025年1月（21場所） | 引退後に現役名年寄・照ノ富士を襲名。 |

#### 陥落後の最低位序ノ口（最高位大関）
該当力士なし

#### 陥落後の最低位番付外（最高位大関）
該当力士なし

## 引退後
現役引退後、年寄として協会に残る場合は3年間、平年寄ではあるが委員待遇として扱われ、番付では「年寄」の上位に置かれる（序列は委員待遇の平年寄＞持ち名跡で襲名した平年寄＞借り名跡で襲名した平年寄）。また1997年5月1日以降は、年寄名跡を取得していなくても引退から3年間四股名のまま年寄として残ることができるようになった（この特典は、2007年5月場所前に引退から3年以内の玉ノ井部屋継承を予定していた栃東が初めて利用し、それから約7年後となる2014年3月場所中に琴欧洲が2例目として利用した）。
委員待遇の3年を経過すると主任になるが（貴ノ浪、栃東など。番付上は昇格だが、収入は減る。）、3年以内に審判委員に起用される（魁傑・武双山・出島・千代大海・魁皇など）ことが殆どである。
なお、最高位が大関で引退後相撲協会にとどまらず即退職（廃業）した力士は、戦後では若羽黒朋明（1965年1月場所限りで廃業）、琴光喜啓司（2010年5月場所限り、大相撲野球賭博問題で解雇処分）、把瑠都凱斗（2013年7月場所限り、エストニア国籍で日本国籍を取得せず）、栃ノ心剛史（2023年5月場所中、ジョージア国籍で日本国籍を取得せず）の4名のみである。

## 代数
横綱のそれほど知られてはいないが、大関の地位でも江戸勧進相撲で初めて木版刷りの縦一枚番付が発行された1757年（宝暦7年）10月場所の東大関である雪見山堅太夫を初代、西大関の白川関右衛門を2代目として、昇進順に代数が与えられている。ちなみに最近では、2024年（令和6年）11月場所に新大関の大の里は256代大関となる。
しかし、この中には、後に横綱に昇進した者や、実際に相撲を取らなかった看板大関も含まれていて、一般にはあまり用いられない。元々相撲興行の中心は大坂・京都であり、宝暦7年以前の番付についても元禄年間の頃からの番付が写本や板番付の形で50場所分近く残されている。たとえば、両國梶之助 (大関)、源氏山住右衛門、谷風梶之助 (初代)、丸山権太左衛門、阿蘇ヶ嶽桐右衛門、鞍馬山鬼市、相引浦之助など、宝暦7年以前にも大関は存在しているが、名大関と云われる彼らは歴代大関には含まれていない。
なお、複数の力士が大関に同時昇進した場合は、横綱と異なり、昇進場所でより上位だった力士を先代としている。前述の雪見山と白川の他、最初期は興行用の看板大関が東西に付け出されることが多かったが、すべて東方が先代、西方が次代となっている（ただし、番付で東方を上位とする認識が定着したのは後の時代のことである）。また、1人の力士が大関から陥落した後に再昇進した場合でも、代数を改めて与えられることは無く、あくまで再昇進という形で新大関の際に与えられた代数が採用される。
なお、東方の力士を先代・上位とする理由は、横綱を「日下開山（太陽の下で大きく聳え立つ山という意味）」と称し、その太陽が東側から昇ることに由来していると考えられている。

## 銀星
大関には横綱との類似性が多くみられることから、横綱を倒した際に「金星」と称されることに準じ、大関を倒した時には「銀星」と表現する。ただし、『銀星』はあくまで単なる表現に過ぎず、金星のように給与に繋がるような待遇や特典は一切無い。

## 記録

### 大関在位記録
| 順位 | 四股名                | 在位数 | 在位期間                                                       | 在位期間成績            |
| ---- | --------------------- | ------ | -------------------------------------------------------------- | ----------------------- |
| 1位  | 千代大海龍二          | 65場所 | 1999年（平成11年）3月場所-2009年（平成21年）11月場所↓          | 515勝345敗115休 優勝2回 |
| 1位  | 魁皇博之              | 65場所 | 2000年（平成12年）9月場所-2011年（平成23年）7月場所            | 524勝328敗119休 優勝4回 |
| 3位  | 貴ノ花利彰            | 50場所 | 1972年（昭和47年）11月場所-1981年（昭和56年）1月場所           | 422勝285敗49休 優勝2回  |
| 4位  | 琴欧洲勝紀            | 47場所 | 2006年（平成18年）1月場所-2013年（平成25年）11月場所↓          | 378勝264敗63休 優勝1回  |
| 5位  | 北天佑勝彦            | 44場所 | 1983年（昭和58年）7月場所-1990年（平成2年）9月場所             | 378勝245敗29休 優勝2回  |
| 6位  | 小錦八十吉 (1963年生) | 39場所 | 1987年（昭和62年）7月場所-1993年（平成5年）11月場所↓           | 345勝197敗43休 優勝3回  |
| 7位  | 貴ノ浪貞博            | 37場所 | 1994年（平成6年）3月場所-1999年（平成11年）11月場所（35場所）↓ | 340勝177敗8休 優勝2回   |
| 7位  | 貴ノ浪貞博            | 37場所 | 2000年（平成12年）3月場所-2000年（平成12年）5月場所（2場所）↓  | 13勝17敗0休 優勝なし    |
| 8位  | 朝潮太郎 (4代)        | 36場所 | 1983年（昭和58年）5月場所-1989年（平成元年）3月場所            | 294勝203敗33休 優勝1回  |
| 9位  | 豊山勝男              | 34場所 | 1963年（昭和38年）3月場所-1968年（昭和43年）9月場所            | 301勝201敗8休 優勝なし  |
| 10位 | 豪栄道豪太郎          | 33場所 | 2014年（平成26年）9月場所-2020年（令和2年）1月場所             | 260勝194敗41休 優勝1回  |

- 在位期間の↓印は関脇に陥落、無印は大関の地位（豊山、豪栄道は最終在位場所後。それ以外は場所中）で引退。なお豪栄道の引退場所はカド番で負け越し、大関から陥落することが決まっていた。
- 魁皇と琴欧洲は本場所開催が中止された2011年（平成23年）3月場所を数えない。また本場所ではないが公式記録が残される同年5月の技量審査場所は数える。
- 貴ノ花には大関在位中に「貴乃花」等への改名歴がある。
- 琴欧洲は大関在位中に「琴欧州」からの改名歴がある。
- 貴ノ浪は在位35場所目の1999年（平成11年）11月場所で1度目の陥落、翌2000年（平成12年）1月場所に関脇で10勝を挙げ大関特例復帰を果たす。復活後在位2場所目の2000年5月場所で2度目の陥落、大関在位合計は37場所。
- 豊山の大関在位中は当時「3場所連続負け越しで降格」でのもの。1969年（昭和44年）7月から現行制度。

### 短命大関
年6場所制以降は下記の通りである。横綱に昇進した力士の大関通過場所数についてはこちらを参照。
| 順位 | 四股名       | 在位数 | 在位期間                                                       | 在位期間成績         |
| ---- | ------------ | ------ | -------------------------------------------------------------- | -------------------- |
| 1位  | 御嶽海久司   | 4場所  | 2022年（令和4年）3月場所-2022年（令和4年）9月場所↓             | 23勝29敗8休          |
| 2位  | 大受久晃     | 5場所  | 1973年（昭和48年）9月場所-1974年（昭和49年）5月場所↓           | 30勝32敗13休         |
| 3位  | 霧島鐵力     | 6場所  | 2023年（令和5年）7月場所-2024年（令和6年）5月場所↓             | 45勝35敗10休 優勝1回 |
| 4位  | 増位山太志郎 | 7場所  | 1980年（昭和55年）3月場所-1981年（昭和56年）3月場所            | 44勝44敗7休          |
| 4位  | 栃ノ心剛史   | 7場所  | 2018年（平成30年）7月場所-2019年（平成31年）3月場所（5場所）↓  | 29勝28敗18休         |
| 4位  | 栃ノ心剛史   | 7場所  | 2019年（令和元年）7月場所-2019年（令和元年）9月場所（2場所）↓  | 6勝15敗9休           |
| 4位  | 朝乃山英樹   | 7場所  | 2020年（令和2年）7月場所-2021年（令和3年）7月場所↓             | 51勝24敗30休         |
| 7位  | 雅山哲士     | 8場所  | 2000年（平成12年）7月場所-2001年（平成13年）9月場所↓           | 57勝58敗5休          |
| 8位  | 魁傑將晃     | 9場所  | 1975年（昭和50年）3月場所-1975年（昭和50年）11月場所（5場所）↓ | 43勝32敗0休          |
| 8位  | 魁傑將晃     | 9場所  | 1977年（昭和52年）3月場所-1977年（昭和52年）9月場所（4場所）↓  | 27勝33敗0休          |
| 9位  | 前の山太郎   | 10場所 | 1970年（昭和45年）9月場所-1972年（昭和47年）3月場所↓           | 67勝56敗27休         |
| 10位 | 出島武春     | 12場所 | 1999年（平成11年）9月場所-2001年（平成13年）7月場所↓           | 100勝71敗9休         |

- 年6場所制の1958年（昭和33年）以降の記録。それ以前では、五ツ嶋奈良男の2場所（12勝13敗5休、関脇陥落）が昭和以降での最短記録であった。
- 在位期間の↓は関脇に陥落。無印の増位山（太）は大関の地位で場所中に引退。
- 斜字の御嶽海・霧島（鐵）・朝乃山は関脇以下の地位で、2025年時点現役中。
- 栃ノ心は在位5場所目の2019年（平成31年）3月場所で1度目の陥落、翌2019年（令和元年）5月場所に関脇で10勝を挙げ大関特例復帰を果たす。復活後在位2場所目の2019年9月場所で2度目の陥落、大関在位合計は7場所。
- 朝乃山は新型コロナウイルス対応ガイドライン違反の不祥事により、6場所出場停止の謹慎処分で陥落。
- 魁傑は在位5場所目の1975年（昭和50年）11月場所で1度目の陥落、その後1977年（昭和52年）1月場所後に再昇進が決定。復帰後在位4場所目の1977年9月場所で2度目の陥落、大関在位合計は9場所。
- 前の山には大関在位中に「前乃山」からの改名歴がある。
- 参考記録として、11位・大関在位13場所で陥落した若羽黒の昇進・在位中は、当時「3場所連続負け越しで降格」でのもの。1969年（昭和44年）7月から現行制度。

なお、連続大関在位場所数での見方をすれば、貴ノ浪・武双山・栃東・貴景勝・栃ノ心の合計5人が、2場所で関脇陥落の最短記録を作っている。その内、貴ノ浪と栃ノ心は大関特例復帰後に再陥落、武双山と貴景勝は新大関から陥落直後に特例復帰を果たし、栃東は再大関で陥落するも特例再復帰を達成した。通算大関在位場所数では、それぞれ貴ノ浪37場所、武双山27場所、栃東30場所（番付上は31場所）、貴景勝30場所、栃ノ心7場所となる。なお貴ノ浪は、連続大関在位数の長期（35場所）でも短期（2場所）でも、歴代ランキングに顔を出す珍記録も持っている。
- その次に短い3場所で関脇陥落したのは三重ノ海だが、その関脇の地位で10勝を挙げ1場所で特例復帰を果たす。三重ノ海はその後大関通算在位21場所（降下直後の関脇も含めると合計22場所）で横綱昇進を果たしたが、大関陥落経験者がのちに横綱となったのは三重ノ海と照ノ富士（大関から陥落した関脇以下の地位も含めた場所数は、合計36場所（うち、大関在位は16場所））だけである。
- なお短命1位の御嶽海は、本来なら大関在位3場所目を角番で途中休場の負け越し（2勝5敗8休）により陥落だった。ところが当場所中、同部屋力士が新型コロナウィルスに感染の為（のち自身もCOVID-19に感染）、救済措置で翌場所は角番大関に留まった。然しながら、その場所も皆勤負け越し（4勝11敗）を喫して関脇陥落。次場所は特例復帰を失敗して負越し（6勝9敗）、結局大受のワースト記録を更新する4場所の短命大関となった。

### 新大関から関脇の最短陥落記録
| 順位 | 四股名            | 在位数 | 新大関場所                | 大関陥落場所               |
| ---- | ----------------- | ------ | ------------------------- | -------------------------- |
| 1位  | 五ツ嶋奈良男＊    | 2場所  | 1941年（昭和16年）1月場所 | 1941年（昭和16年）5月場所  |
| 1位  | 武双山正士☆       | 2場所  | 2000年（平成12年）5月場所 | 2000年（平成12年）7月場所  |
| 1位  | 貴景勝光信☆       | 2場所  | 2019年（令和元年）5月場所 | 2019年（令和元年）7月場所  |
| 4位  | 名寄岩静男△＊     | 3場所  | 1943年（昭和18年）1月場所 | 1944年（昭和19年）5月場所  |
| 4位  | 三重ノ海剛司☆     | 3場所  | 1976年（昭和51年）1月場所 | 1976年（昭和51年）5月場所  |
| 6位  | 汐ノ海運右エ門△＊ | 4場所  | 1947年（昭和22年）6月場所 | 1948年（昭和23年）10月場所 |
| 6位  | 増位山大志郎＊    | 4場所  | 1949年（昭和24年）1月場所 | 1950年（昭和25年）1月場所  |
| 6位  | 御嶽海久司        | 4場所  | 2022年（令和4年）3月場所  | 2022年（令和4年）9月場所   |
| 9位  | 大受久晃          | 5場所  | 1973年（昭和48年）9月場所 | 1974年（昭和49年）5月場所  |
| 9位  | 魁傑將晃△         | 5場所  | 1975年（昭和50年）3月場所 | 1975年（昭和50年）11月場所 |
| 9位  | 栃ノ心剛史☆       | 5場所  | 2018年（平成30年）7月場所 | 2019年（平成31年）3月場所  |

- ＊は年6場所制定着以前の力士。
- △はのちに大関復活（再昇進）を果たした力士。
- ☆は関脇陥落直後に大関特例復帰を達成した力士（1969年7月場所以降）。
- 増位山（大）は大関陥落確定後に引退。
- 斜字の御嶽海は関脇以下の地位で、2025年時点現役中。

### 大関（最高位）力士の通算幕内優勝回数記録
| 順位 | 四股名         | 優勝回数 | 大関在位中 |
| ---- | -------------- | -------- | ---------- |
| 1位  | 魁皇博之       | 5回      | 4回        |
| 2位  | 貴景勝貴信     | 4回      | 3回        |
| 3位  | 清水川元吉＊   | 3回      | 2回        |
| 3位  | 小錦八十吉     | 3回      | 3回        |
| 3位  | 千代大海龍二   | 3回      | 2回        |
| 3位  | 栃東大裕       | 3回      | 3回        |
| 3位  | 御嶽海久司     | 3回      | なし       |
| 8位  | 豊國福馬＊     | 2回      | 2回        |
| 8位  | 増位山大志郎＊ | 2回      | 1回        |
| 8位  | 貴ノ花健士     | 2回      | 2回        |
| 8位  | 魁傑将晃       | 2回      | なし       |
| 8位  | 琴風豪規       | 2回      | 1回        |
| 8位  | 若嶋津六夫     | 2回      | 2回        |
| 8位  | 北天佑勝彦     | 2回      | 1回        |
| 8位  | 貴ノ浪貞博     | 2回      | 2回        |
| 8位  | 霧島鐵力       | 2回      | 1回        |

- 2025年現在。
- ＊は年6場所制定着以前の力士。また清水川には2回、豊國には1回、番付下位による優勝同点がある。
- 斜字の御嶽海、霧島（鐵）は関脇以下の地位で現役中。
- 魁皇の幕内最高優勝5回は、最高位が大関以下の力士の中では史上1位である。なお一昔前であれば優勝を5回も経験すれば、皆全員横綱に昇進していた（中には照國や北尾（のち双羽黒）など、優勝未経験で昇進した横綱もいる）。しかし魁皇の全盛期では「大関の地位で2場所連続優勝」が絶対条件で、現役晩年にはやや条件を緩和する動きも見られたが、横綱に推挙されるには至らなかった。
- 若嶋津の優勝2回のうち1回は全勝優勝である。最高位大関以下の力士で全勝優勝を達成した例は、15日制のもとでは他に通算1回優勝の時津山と玉乃海（共に最高位は関脇）および豪栄道（最高位は大関）。
- 横綱に昇進した力士で大関以下での優勝が多かった力士は貴乃花で7回（うち5回が大関での優勝）。他に武蔵丸が大関で5回優勝の最多タイ。彼ら以前では、玉錦が大関以下で5回（大関で4回）の優勝。現在と番付編成の制度が違ったことなどにもよるが、大関で3連覇でも横綱を見送られるなど、約60年に渡って「大関以下」「大関」ともに最多記録保持者だった（大関での優勝回数については琴櫻（傑）に並ばれ、のちに3代若乃花と魁皇がこれに続く）。

### 初土俵（付け出しを除く）からの大関昇進所要場所数
- 以下の記録は、付け出しを除き、前相撲で初土俵を踏んだ力士に限定している。

| 順位 | 四股名       | 所要場所数 | 内訳   | 内訳   | 内訳   | 内訳   | 内訳   | 内訳  | 内訳         | 内訳  | 内訳  | 最高位 |
| 順位 | 四股名       | 所要場所数 | 前相撲 | 序ノ口 | 序二段 | 三段目 | 幕下   | 十両  | 平幕（前頭） | 小結  | 関脇  | 最高位 |
| ---- | ------------ | ---------- | ------ | ------ | ------ | ------ | ------ | ----- | ------------ | ----- | ----- | ------ |
| 1位  | 琴欧州勝紀   | 19場所     | 1場所  | 1場所  | 1場所  | 2場所  | 4場所  | 2場所 | 4場所        | 2場所 | 2場所 | 大関   |
| 2位  | 朝青龍明徳   | 22場所     | 1場所  | 1場所  | 1場所  | 1場所  | 6場所  | 2場所 | 3場所        | 3場所 | 4場所 | 横綱   |
| 3位  | 大鵬幸喜＊   | 24場所     | 1場所  | 1場所  | 2場所  | 4場所  | 6場所  | 4場所 | 3場所        | 1場所 | 2場所 | 横綱   |
| 4位  | 照ノ富士春雄 | 25場所     | 1場所  | 1場所  | 1場所  | 1場所  | 10場所 | 3場所 | 6場所        | -     | 2場所 | 横綱   |
| 5位  | 曙太郎       | 26場所     | 1場所  | 1場所  | 3場所  | 2場所  | 5場所  | 3場所 | 5場所        | 3場所 | 3場所 | 横綱   |
| 6位  | 武蔵丸光洋   | 27場所     | 1場所  | 1場所  | 1場所  | 2場所  | 6場所  | 2場所 | 3場所        | 2場所 | 9場所 | 横綱   |
| 7位  | 貴景勝光信   | 28場所     | 1場所  | 1場所  | 1場所  | 1場所  | 6場所  | 4場所 | 9場所        | 3場所 | 2場所 | 大関   |
| 8位  | 小錦八十吉   | 30場所     | 1場所  | 1場所  | 1場所  | 2場所  | 3場所  | 4場所 | 7場所        | 3場所 | 8場所 | 大関   |
| 8位  | 貴ノ花光司   | 30場所     | 1場所  | 1場所  | 2場所  | 3場所  | 3場所  | 5場所 | 8場所        | 3場所 | 4場所 | 横綱   |
| 10位 | 白鵬翔       | 31場所     | 1場所  | 2場所  | 3場所  | 6場所  | 5場所  | 2場所 | 5場所        | 2場所 | 5場所 | 横綱   |

- 2025年現在。
- 四股名の横に＊のついている力士は年6場所制以前の初土俵力士である。

### 新三役から大関昇進までの三役所要場所
| 順位 | 四股名         | 所要場所 | 内訳                 | 各所要場所成績                                                                | 最高位 |
| ---- | -------------- | -------- | -------------------- | ----------------------------------------------------------------------------- | ------ |
| 1位  | 前田山英五郎＊ | 1場所    | 小結1場所            | 1場所目（11勝2敗・小結）                                                      | 横綱   |
| 1位  | 五ツ嶋奈良男＊ | 1場所    | 関脇1場所            | 1場所目（13勝2敗・関脇）                                                      | 大関   |
| 3位  | 双葉山定次＊△  | 2場所    | 小結1場所、関脇1場所 | 1場所目（4勝6敗・小結）、2場所目（11勝0敗◎・関脇）                            | 横綱   |
| 3位  | 安藝ノ海節男＊ | 2場所    | 関脇2場所            | 1場所目（10勝5敗・関脇）、2場所目（14勝1敗◎・関脇）                           | 横綱   |
| 3位  | 東富士欽壹＊   | 2場所    | 関脇2場所            | 1場所目（9勝1敗・関脇）、2場所目（6勝1敗・関脇）                              | 横綱   |
| 3位  | 吉葉山潤之輔＊ | 2場所    | 関脇2場所            | 1場所目（13勝2敗○・関脇）、2場所目（13勝2敗・関脇）                           | 横綱   |
| 3位  | 照ノ富士春雄   | 2場所    | 関脇2場所            | 1場所目（13勝2敗・関脇）、2場所目（12勝3敗◎・関脇）                           | 横綱   |
| 8位  | 大鵬幸喜       | 3場所    | 小結1場所、関脇2場所 | 1場所目（11勝4敗・小結）、2場所目（12勝3敗・関脇）、3場所目（13勝2敗◎・関脇） | 横綱   |
| 8位  | 雅山哲士       | 3場所    | 小結1場所、関脇2場所 | 1場所目（12勝3敗・小結）、2場所目（11勝4敗・関脇）、3場所目（11勝4敗・関脇）  | 大関   |
| 8位  | 朝乃山英樹     | 3場所    | 小結1場所、関脇2場所 | 1場所目（11勝4敗・小結）、2場所目（10勝5敗・関脇）、3場所目（11勝4敗・関脇）  | 大関   |
| 8位  | 大の里泰輝     | 3場所    | 小結1場所、関脇2場所 | 1場所目（12勝3敗◎・小結）、2場所目（9勝6敗・関脇）、3場所目（13勝2敗◎・関脇） | 横綱   |

- 四股名の横に＊のある力士は、年6場所制以前の記録達成力士。
- 四股名の横に△のある力士は、所要2場所の力士の中で新三役で負け越し平幕を挟んで再三役時に1場所通過し三役合計2場所で大関昇進を果たした力士。（△のない力士は、新三役からストレートで大関昇進した力士。）
- 各所要場所成績の表示は（成績・その場所の番付）となっている。
- 各所要場所成績の横に◎がついている場合は優勝、○がついている場合は優勝同点を指している。
- 太字の大の里は横綱で、斜字の朝乃山は関脇以下の地位で2025年時点現役中。

### 同時最多在籍大関

#### 6大関
2012年（平成24年）5月場所において、大相撲史上初めての6大関が在籍となる。四股名は開始場所時点のものである。
| 回数 | 開始場所                  | 四股名（太字新昇進）                                                | 最終場所                  | 場所数 | 終了理由           |
| ---- | ------------------------- | ------------------------------------------------------------------- | ------------------------- | ------ | ------------------ |
| 1    | 2012年（平成24年）5月場所 | 鶴竜力三郎 稀勢の里寛 琴奨菊和弘 把瑠都凱斗 日馬富士公平 琴欧洲勝紀 | 2012年（平成24年）9月場所 | 3      | 日馬富士が横綱昇進 |

#### 5大関
6大関に次ぐ5大関は、現在まで17例がある。四股名は開始場所時点のもの。
| 回数 | 開始場所                   | 四股名（太字・新昇進／ 下線・再昇進と特例復帰）            | 最終場所                                 | 場所数 | 終了理由                          |
| ---- | -------------------------- | ---------------------------------------------------------- | ---------------------------------------- | ------ | --------------------------------- |
| 1    | 1947年（昭和22年）6月場所  | 汐ノ海忠夫 東富士謹一 佐賀ノ花勝巳 名寄岩静男 前田山英五郎 | 1947年（昭和22年）6月場所                | 1      | 前田山が横綱昇進                  |
| 2    | 1961年（昭和36年）7月場所  | 北葉山英俊 大鵬幸喜 柏戸剛 若羽黒朋明 琴ヶ濱貞雄           | 1961年（昭和36年）9月場所                | 2      | 柏戸と大鵬が横綱同時昇進          |
| 3    | 1962年（昭和37年）7月場所  | 栃光正之 栃ノ海晃嘉 佐田の山晋松 北葉山英俊 琴ヶ濱貞雄     | 1962年（昭和37年）11月場所               | 3      | 琴ヶ濱が引退                      |
| 4    | 1963年（昭和38年）3月場所  | 豊山勝男 栃光正之 栃ノ海晃嘉 佐田の山晋松 北葉山英俊       | 1964年（昭和39年）1月場所                | 6      | 栃ノ海が横綱昇進                  |
| 5    | 1972年（昭和47年）11月場所 | 貴ノ花満 輪島大士 大麒麟將能 清國勝雄 琴櫻傑將             | 1973年（昭和48年）1月場所                | 2      | 琴櫻が横綱昇進                    |
| 6    | 1977年（昭和52年）3月場所  | 若三杉壽人 魁傑將晃 旭國斗雄 三重ノ海剛司 貴ノ花健士       | 1977年（昭和52年）9月場所                | 4      | 魁傑が関脇再陥落                  |
| 7    | 1983年（昭和58年）7月場所  | 北天佑勝彦 朝潮太郎 (4代) 若島津六男 隆の里俊英 琴風豪規   | 1983年（昭和58年）7月場所                | 1      | 隆の里が横綱昇進                  |
| 8    | 1986年（昭和61年）1月場所  | 北尾光司 大乃国康 北天佑勝彦 朝潮太郎 若嶋津六夫           | 1986年（昭和61年）7月場所                | 4      | 北尾が横綱昇進                    |
| 9    | 1986年（昭和61年）9月場所  | 北勝海信芳 大乃国康 北天佑勝彦 朝潮太郎 若嶋津六夫         | 1987年（昭和62年）5月場所                | 5      | 北勝海が横綱昇進                  |
| 10   | 1987年（昭和62年）7月場所  | 小錦八十吉 大乃国康 北天佑勝彦 朝潮太郎 若嶋津六夫         | 1987年（昭和62年）7月場所                | 1      | 若嶋津が引退                      |
| 11   | 2000年（平成12年）11月場所 | 武双山正士 魁皇博之 雅山哲士 出島武春 千代大海龍二         | 2001年（平成13年）7月場所                | 5      | 出島が関脇陥落                    |
| 12   | 2002年（平成14年）9月場所  | 朝青龍明徳 栃東大裕 武双山正士 魁皇博之 千代大海龍二       | 2003年（平成15年）1月場所                | 3      | 朝青龍が横綱昇進                  |
| 13   | 2006年（平成18年）5月場所  | 白鵬翔 琴欧州勝紀 栃東大裕 魁皇博之 千代大海龍二           | 2007年（平成19年）5月場所 （相撲番付上） | 6(7)   | 栃東が場所前に引退 白鵬が横綱昇進 |
| 14   | 2009年（平成21年）1月場所  | 日馬富士公平 琴光喜啓司 琴欧洲勝紀 魁皇博之 千代大海龍二   | 2009年（平成21年）11月場所               | 6      | 千代大海が関脇陥落                |
| 15   | 2010年（平成22年）5月場所  | 把瑠都凱斗 日馬富士公平 琴光喜啓司 琴欧洲勝紀 魁皇博之     | 2010年（平成22年）7月場所 （相撲番付上） | 1(2)   | 琴光喜が場所前に解雇              |
| 16   | 2012年（平成24年）1月場所  | 稀勢の里寛 琴奨菊和弘 把瑠都凱斗 日馬富士公平 琴欧洲勝紀   | 2012年（平成24年）3月場所                | 2      | 鶴竜が大関昇進 （＝6大関となる）  |
| 17   | 2012年（平成24年）11月場所 | 鶴竜力三郎 稀勢の里寛 琴奨菊和弘 把瑠都凱斗 琴欧洲勝紀     | 2012年（平成24年）11月場所               | 1      | 把瑠都が関脇陥落                  |

- 1947年（昭和22年）6月場所、汐ノ海の昇進で、前田山、名寄岩、佐賀ノ花、東富士とともに、現在の大相撲で初めての5大関が実現した。小結で8勝2敗、関脇で11勝2敗と続けての昇進だったので、甘い昇進だったとは言えないが、過去の例に倣えば関脇に据え置かれたと思われる。優勝決定戦や三賞制度等が導入された場所でもあり、戦後の荒廃期にどうにか客を呼ぼうとした興行政策であった一面は否めない。
- 3例目の栃ノ海と栃光、5例目の輪島と貴ノ花、6例目の下線・魁傑と若三杉は、2力士揃っての同時昇進（ただし魁傑は大関再昇進）。
- 4例目は大関が同じ顔ぶれで5人番付に載った期間が昭和時代で最も長い6場所。
- 下線・6例目の魁傑は、関脇以下へ陥落したのちに大関再昇進を果たした。
- 8、9、10例目は連続しており、1986年（昭和61年）1月場所から1987年（昭和62年）7月場所まで若嶋津、朝潮、北天佑、大乃国、北尾、北勝海、小錦という7人によって、10場所にわたって5大関時代が続いた。この間、「6大関」が誕生する可能性もあったが、北勝海（昇進前は保志）が大関になると同時に北尾が横綱へ（横綱昇進後は双羽黒）、小錦が大関になると同時に北勝海が横綱へ、というように、結果的にところてん式の同時昇進が続いたこともあって「6大関」は実現しなかった。ここに名を連ねた7人のうち3人が横綱に昇進、残る4人も大関在位中に優勝を経験し、横綱寸前まで行った力士である（ただし、5大関時代には引退間近で、成績が芳しくなかった力士もいる）。「大関の大安売り」と揶揄されることも多い5大関時代ではあるが、この7人はいずれも大関の名にふさわしい成績を残している。
- 下線・11例目の武双山は、関脇陥落直後の場所で大関特例復帰を達成した。
- 13例目は番付上は大関が同じ顔ぶれで5人番付に載った期間が最も長い7場所であるが栃東が番付発表後、本場所開催前に引退したため、実質的には6場所。
- 15例目は琴光喜が番付発表後、本場所開催前に野球賭博問題によって解雇されたため、実質的には1場所。
- 16例目は鶴竜の大関昇進により史上初の6大関状態となり、5大関状態が解消された。
- 17例目は日馬富士の横綱昇進により、史上初の6大関状態から1人減り5大関状態となった。
- 参考までに、大坂相撲における5大関の例を挙げれば、1896年（明治29年）9月場所で5大関のいる番付が作られている。（八陣、平野川、釈迦ヶ嶽、嵐山、緋縅）運営をめぐる対立から大坂相撲協会を離れて独自興行していた一派がこの場所から復帰、その体面を保つための措置で一場所限りで解消された。また1901年（明治34年）5月場所では1横綱5大関が出現している（横綱八陣、大関秀の海、若嶋、平野川、琴の浦、一の濱）。

#### 大関以上（横綱・大関）の同時最多在位
2021年現在では、4横綱6大関の大関以上10人も前例に照らしてありえるが、これまでの最多は8人で4横綱4大関が2例、3横綱5大関が2例となっている。
|             | 開始場所       | 横綱・四股名                                      | 大関・四股名                                                        | 終了場所      | 場所数 | 終了理由     |
| ----------- | -------------- | ------------------------------------------------- | ------------------------------------------------------------------- | ------------- | ------ | ------------ |
| 4横綱4大関* | 1918年5月場所  | 鳳谷五郎 西ノ海嘉治郎 (2代) 大錦大五郎 栃木山守也 | 伊勢ノ濱慶太郎 朝潮太郎 (2代) 九州山十郎 千葉ヶ嵜俊治               | 1918年5月場所 | 1      | 西ノ海が引退 |
| 3横綱5大関  | 1987年7月場所  | 千代の富士貢 双羽黒光司 北勝海信芳                | 若嶋津六夫 朝潮太郎 (4代) 北天佑勝彦 大乃国康 小錦八十吉 (1963年生) | 1987年7月場所 | 1      | 若嶋津が引退 |
| 4横綱4大関  | 1987年11月場所 | 千代の富士貢 双羽黒光司 北勝海信芳 大乃国康       | 朝潮太郎 (4代) 北天佑勝彦 小錦八十吉 (6代) 旭富士正也               | 1988年1月場所 | 1(2) * | 双羽黒が廃業 |
| 3横綱5大関  | 2000年11月場所 | 曙太郎 貴乃花光司 武蔵丸光洋                      | 千代大海龍二 出島武春 武双山正士 雅山哲士 魁皇博之                  | 2001年1月場所 | 2      | 曙が引退     |

- 太字・四股名は横綱・大関の新昇進、下線・四股名の武双山は大関特例復帰。
- 1918年当時は東西制の時代で、東方に3横綱（大錦・栃木山・西ノ海）1大関（九州山）、西方に1横綱（鳳）3大関（千葉ヶ嵜・伊勢ノ濱・朝潮）という編成だった。
- 双羽黒は1987年の12月末に廃業した為、翌1988年1月場所の番付上は四股名が残ったのみで、実質的には1場所である。

### 一人大関
昭和以降で大関が一人だけ在位し、東西に揃わない状態だった例はこれまでに14例ある。
| 例 | 開始場所                   | 開始場所前の動向                    | 一人大関              | 最終場所                   | 場所数 | 終了理由                          |
| -- | -------------------------- | ----------------------------------- | --------------------- | -------------------------- | ------ | --------------------------------- |
| 1  | 1936年（昭和11年）5月場所  | 男女ノ川が横綱昇進                  | 清水川元吉            | 1936年（昭和11年）5月場所  | 1      | 双葉山と鏡岩が同時昇進            |
| 2  | 1938年（昭和13年）1月場所  | 双葉山が横綱昇進 清水川が引退       | 鏡岩善四郎            | 1938年（昭和13年）5月場所  | 1      | 前田山が昇進*                     |
| 3  | 1944年（昭和19年）5月場所  | 名寄岩が関脇陥落                    | 前田山英五郎          | 1944年（昭和19年）10月場所 | 1      | 佐賀ノ花が昇進                    |
| 4  | 1955年（昭和30年）1月場所  | 栃錦が横綱昇進                      | 三根山隆司            | 1955年（昭和30年）5月場所  | 2      | 大内山が昇進                      |
| 5  | 1955年（昭和30年）9月場所  | 三根山が関脇陥落                    | 大内山平吉            | 1955年（昭和31年）9月場所  | 1      | 松登と若ノ花が同時昇進            |
| 6  | 1959年（昭和34年）5月場所  | 朝汐が横綱昇進                      | 琴ヶ濱貞雄            | 1959年（昭和34年）9月場所  | 3      | 若羽黒が昇進                      |
| 7  | 1966年（昭和41年）7月場所  | 北葉山が引退                        | 豊山勝男              | 1966年（昭和42年）7月場所  | 1      | 北の冨士が昇進                    |
| 8  | 1975年（昭和50年）1月場所  | 大麒麟が引退                        | 貴ノ花健士            | 1975年（昭和50年）1月場所  | 1      | 魁傑が昇進                        |
| 9  | 1979年（昭和54年）11月場所 | 旭國が引退                          | 貴ノ花利彰            | 1980年（昭和55年）1月場所  | 2      | 増位山が昇進                      |
| 10 | 1981年（昭和56年）5月場所  | 増位山が引退                        | 千代の富士貢          | 1981年（昭和56年）7月場所  | 2      | 千代の富士が横綱昇進 （大関空位） |
| 11 | 1981年（昭和56年）11月場所 | （大関空位） 琴風が昇進             | 琴風豪規              | 1982年（昭和57年）1月場所  | 2      | 隆の里が昇進                      |
| 12 | 2020年（令和2年）3月場所   | 豪栄道が引退 髙安が特例復帰失敗     | 貴景勝光信            | 2020年（令和2年）3月場所   | 1      | 朝乃山が昇進                      |
| 13 | 2023年（令和5年）1月場所   | 正代が関脇陥落 御嶽海が特例復帰失敗 | 貴景勝光信→貴景勝貴信 | 2023年（令和5年）5月場所   | 3      | 霧馬山が昇進                      |
| 14 | 2025年（令和7年）7月場所   | 大の里が横綱昇進                    | 琴櫻将傑              |                            |        |                                   |

- このうち4例目と5例目においては、横綱力士が大関の地位を兼ねる「横綱大関」も置かれず、厳密な意味での「一人大関」となった。
- 太字の力士は大関以上で、斜字の力士は関脇以下の地位で2025年時点現役中。
- 前田山は小結から関脇を飛び越えて大関昇進。
- 若ノ花は横綱昇進に合わせて若乃花に改名。
- 朝汐は横綱昇進後に朝潮に改名。
- 北の冨士は大関在位中北の富士に改名。
- 貴ノ花は8例目と9例目の間に貴乃花への改名がある。
- 正代は2023年1月場所にて特例復帰失敗。
- 霧島は大関昇進に合わせて霧馬山から改名。

### 大関空位（不在）
番付面で「横綱」の地位が現れて以降で、「大関空位（不在）」となったことが2例ある。いずれも前場所に在位していた大関が横綱に昇進して発生したもので、全員が同時に引退や、関脇に陥落して発生した例はまだない。
| 例 | 開始場所                  | 開始場所前の動向                  | 最終場所                  | 場所数 | 終了理由               |
| -- | ------------------------- | --------------------------------- | ------------------------- | ------ | ---------------------- |
| 1  | 1904年（明治37年）1月場所 | 常陸山と2代目梅ヶ谷が横綱同時昇進 | 1905年（明治38年）1月場所 | 3      | 国見山と荒岩が同時昇進 |
| 2  | 1981年（昭和56年）9月場所 | 千代の富士が横綱昇進              | 1981年（昭和56年）9月場所 | 1      | 琴風が昇進             |

- ただし、上記2例のどちらも横綱力士が大関の地位も兼ねる「横綱大関」が置かれたため、厳密な意味で「大関」の地位が番付から消えたことはこれまで皆無。
- 番付に載っている大関が全員休場し、不在になったことは昭和以降数回存在する。このうち横綱も全員休場し、関脇以下の力士しか千秋楽まで皆勤しなかった場所も存在する。

### 新大関の優勝
| 四股名        | 新大関場所                 | 成績                 | 備 考                              |
| ------------- | -------------------------- | -------------------- | ---------------------------------- |
| 鳳谷五郎☆     | 1913年（大正2年）1月場所   | 7勝1分1預1休         | 1休は相手力士休場                  |
| 栃木山守也☆   | 1917年（大正6年）5月場所   | 9勝1預（大潮）       | （）は優勝同点者（決定戦制度なし） |
| 双葉山定次☆   | 1937年（昭和12年）1月場所  | 11戦全勝             | 当時は1場所11日制                  |
| 千代の山雅信☆ | 1949年（昭和24年）10月場所 | 13勝2敗              |                                    |
| 若羽黒朋明    | 1959年（昭和34年）11月場所 | 13勝2敗              |                                    |
| 清國勝雄      | 1969年（昭和44年）7月場所  | 12勝3敗（○藤ノ川）   | （）は優勝決定戦                   |
| 栃東大裕      | 2002年（平成14年）1月場所  | 13勝2敗（○千代大海） | （）は優勝決定戦                   |
| 白鵬翔☆       | 2006年（平成18年）5月場所  | 14勝1敗（○雅山）     | （）は優勝決定戦                   |

- ☆はのちに横綱。
- 双葉山は翌場所も13戦全勝で連覇しており、結果的に大関時代を無敗のまま通過して横綱に昇進した。昭和以降、大関の地位を全勝で通過したのは双葉山ただ一人であり、同時に大関を2場所で通過したのも昭和以降では双葉山ただ一人である。

### 大関再昇進場所の優勝
| 四股名       | 大関再昇進場所           | 成績               | 備考             |
| ------------ | ------------------------ | ------------------ | ---------------- |
| 照ノ富士春雄 | 2021年（令和3年）5月場所 | 12勝3敗（○貴景勝） | （）は優勝決定戦 |

- 照ノ富士は大関特例復帰制度にもあずかっていない。通算では大関15場所目。一場所前の場所も12勝3敗で優勝している。

### 新大関成績
| 順位 | 四股名            | 成績    | 最高位 |
| ---- | ----------------- | ------- | ------ |
| 1位  | 白鵬翔            | 14勝1敗 | 横綱   |
| 2位  | 千代の山雅信※     | 13勝2敗 | 横綱   |
| 2位  | 若乃花幹士 (初代) | 13勝2敗 | 横綱   |
| 2位  | 若羽黒朋明        | 13勝2敗 | 大関   |
| 2位  | 佐田の山晋松      | 13勝2敗 | 横綱   |
| 2位  | 栃東大裕          | 13勝2敗 | 大関   |
| 7位  | 安藝ノ海節男※     | 12勝3敗 | 横綱   |
| 7位  | 照國萬藏※         | 12勝3敗 | 横綱   |
| 7位  | 柏戸剛            | 12勝3敗 | 横綱   |
| 7位  | 清國勝雄          | 12勝3敗 | 大関   |
| 7位  | 大乃国康          | 12勝3敗 | 横綱   |
| 7位  | 北勝海信芳        | 12勝3敗 | 横綱   |
| 7位  | 貴ノ浪貞博        | 12勝3敗 | 大関   |
| 7位  | 朝乃山英樹        | 12勝3敗 | 大関   |

- 1場所15日制で新大関全勝優勝した力士はいない。
- 斜字の朝乃山は、2024年時点関脇以下の地位で現役中。
- ※の力士は、年6場所制以前の記録達成力士である。

### 新大関の初日からの連勝記録
| 順位 | 四股名             | 連勝記録 | 最高位 |
| ---- | ------------------ | -------- | ------ |
| 1位  | 栃東大裕           | 11連勝   | 大関   |
| 2位  | 若羽黒朋明         | 10連勝   | 大関   |
| 3位  | 琴奨菊和弘         | 9連勝    | 大関   |
| 3位  | 朝乃山英樹         | 9連勝    | 大関   |
| 5位  | 若乃花幹士 (初代)※ | 8連勝    | 横綱   |
| 5位  | 霧島一博           | 8連勝    | 大関   |
| 5位  | 朝青龍明徳         | 8連勝    | 横綱   |

- 1場所15日制で新大関全勝優勝した力士はいない。
- 斜字の朝乃山は、関脇以下の地位で2024年時点現役中。
- ※の付いている力士は、年6場所制以前の記録達成力士である。

### 昇進

#### 大関同時昇進（昭和以降）
| 昇進場所       | 代位  | 四股名        | 代位  | 四股名       |
| -------------- | ----- | ------------- | ----- | ------------ |
| 1937年1月場所  | 168代 | 双葉山定次☆   | 169代 | 鏡岩善四郎   |
| 1941年1月場所  | 172代 | 安藝ノ海節男☆ | 173代 | 五ツ嶋奈良男 |
| 1951年5月場所  | 181代 | 吉葉山潤之輔☆ | 182代 | 鏡里喜代治☆  |
| 1956年1月場所  | 186代 | 松登晟郎      | 187代 | 若ノ花勝治☆  |
| 1962年7月場所  | 195代 | 栃ノ海晃嘉☆   | 196代 | 栃光正之     |
| 1972年11月場所 | 204代 | 輪島大士☆     | 205代 | 貴ノ花満     |
| 1977年3月場所  | 208代 | 魁傑將晃      | 211代 | 若三杉壽人☆  |
| 1994年3月場所  | 228代 | 貴ノ浪貞博    | 229代 | 武蔵丸光洋☆  |

- ☆の力士はのちに横綱。下線の魁傑は大関再昇進。
- 若ノ花はのち初代若乃花に改名。
- 若三杉はのち2代若乃花に改名。

#### 横綱・大関の同時昇進（昭和以降）
| 昇進場所       | 横綱代位 | 横綱昇進者   | 大関代位 | 大関昇進者            |
| -------------- | -------- | ------------ | -------- | --------------------- |
| 1937年1月場所  | 34代     | 男女ノ川登三 | 168代    | 双葉山定次            |
| 1937年1月場所  | 34代     | 男女ノ川登三 | 169代    | 鏡岩善四郎            |
| 1942年1月場所  | 36代     | 羽黒山政司   | 174代    | 照國萬藏              |
| 1943年1月場所  | 37代     | 安藝ノ海節男 | 175代    | 名寄岩静男            |
| 1943年1月場所  | 38代     | 照國萬藏     | 175代    | 名寄岩静男            |
| 1949年1月場所  | 44代     | 東富士欽壹   | 179代    | 増位山大志郎          |
| 1986年9月場所  | 60代     | 双羽黒光司   | 221代    | 北勝海信芳            |
| 1987年5月場所  | 61代     | 北勝海信芳   | 222代    | 小錦八十吉 (1963年生) |
| 1987年11月場所 | 62代     | 大乃国康     | 223代    | 旭富士正也            |
| 1993年3月場所  | 64代     | 曙太郎       | 226代    | 貴ノ花光司            |

- 貴ノ花はのち貴乃花に改名。

### 一人の大関に対して無敗かつ連勝だった力士
(注)2回以上の対戦経験及び対戦相手の最高位が大関である力士との対戦成績、かつ、対戦者のどちらかあるいは両者が引退力士であるものに限る。
- 栃木山守也（千葉ヶ嵜俊治に1918年5月場所から1922年1月場所まで1分を挟んで7連勝、通算でも9勝2分で無敗）
- 金城興福（再大関時代の魁傑に1977年3月場所より魁傑の2度目の大関陥落が決定した同年9月場所まで通算4戦全勝）
- 千代の富士貢（二代目増位山に1980年3月場所より自身が幕内初優勝によって場所後に大関昇進を果たした1981年1月場所まで通算6戦全勝）
- 益荒雄広生（若嶋津に1987年1月場所より若嶋津が場所中に引退をした同年7月場所まで通算4戦全勝）
- 貴乃花光司（雅山哲士が大関に昇進した2000年11月場所から2001年5月場所まで4連勝、通算でも11戦全勝）
- 貴乃花光司（琴光喜啓司に対し4戦全勝）
- 朝青龍明徳（把瑠都凱斗に対し通算9戦全勝）
- 朝青龍明徳（栃ノ心剛史に対し通算2戦全勝）
- 白鵬翔（武双山正士に対し通算2戦全勝）
- 白鵬翔（朝乃山英樹に対し通算3戦全勝）
- 鶴竜力三郎（正代直也に対し通算13戦全勝）
- 明瀬山光彦（栃ノ心剛史に対し通算2戦全勝）
- 明瀬山光彦（豊昇龍智勝に対し通算2戦全勝）
- 平戸海雄貴（栃ノ心剛史に対し通算2戦全勝）
- 逸ノ城駿（朝乃山英樹に対し通算2戦全勝）
- 山本山龍太（栃ノ心剛史に対し通算3戦全勝）
- 東龍強（琴奨菊和弘に対し通算2戦全勝）
- 德勝龍誠（琴奨菊和弘に対し通算2戦全勝）
- 德勝龍誠（霧島鐵力に対し通算2戦全勝）
- 阿覧欧虎（髙安晃に対し通算6戦全勝）
- 琴奨菊和弘（朝乃山英樹に対し通算2戦全勝）
- 蒼国来栄吉（貴景勝貴信に対し通算2戦全勝）
- 旭秀鵬滉規（御嶽海久司に対し通算2戦全勝）
- 千代の国憲輝（貴景勝貴信に対し通算3戦全勝）
- 大の里泰輝（貴景勝貴信に対し通算2戦全勝）
- 照ノ富士春雄 （豊昇龍智勝に対し通算8戦全勝）
- 照ノ富士春雄 （朝乃山広暉に対し通算7戦全勝）
- 照ノ富士春雄 （霧島鐵力に対し通算13戦全勝）

### 2大関以上の皆勤負け越し
| 場所                       | 四股名       | 番付       | 成績    | 四股名       | 番付        | 成績    |
| -------------------------- | ------------ | ---------- | ------- | ------------ | ----------- | ------- |
| 1977年（昭和52年）9月場所  | 三重ノ海剛司 | 西張出大関 | 7勝8敗  | 魁傑將晃     | 東張出大関↓ | 5勝10敗 |
| 1993年（平成5年）11月場所  | 貴ノ花光司   | 東大関     | 7勝8敗  | 小錦八十吉   | 東張出大関↓ | 6勝9敗  |
| 2000年（平成12年）7月場所  | 雅山哲士     | 西大関     | 6勝9敗  | 武双山正士   | 西大関↓     | 4勝11敗 |
| 2014年（平成26年）11月場所 | 琴奨菊和弘   | 東大関     | 6勝9敗  | 豪栄道豪太郎 | 西大関      | 5勝10敗 |
| 2017年（平成29年）1月場所  | 照ノ富士春雄 | 東大関     | 4勝11敗 | 琴奨菊和弘   | 西大関↓     | 5勝10敗 |
| 2022年（令和4年）5月場所   | 御嶽海久司   | 東大関     | 6勝9敗  | 正代直也     | 西大関      | 5勝10敗 |
| 2022年（令和4年）9月場所   | 正代直也     | 西大関     | 4勝11敗 | 御嶽海久司   | 西大関2↓    | 4勝11敗 |

- 現行のカド番制度となった1969年7月場所以降。その範囲内では3大関以上が同時に皆勤で負け越した場所の例はない。
- 番付の↓印は関脇に陥落。
- 斜字の力士は関脇以下の地位で2025年時点現役中。